# 豹紋魟
豹紋魟（学名：Himantura uarnak），又名花點魟、黃線窄尾魟、魴仔，为土魟科窄尾魟屬下的一个种。它分布于红海、印度洋、南洋群岛、印度尼西亚以及南海和东海南部等。该物种的模式产地在阿拉伯。